# 安東尼大瘟疫

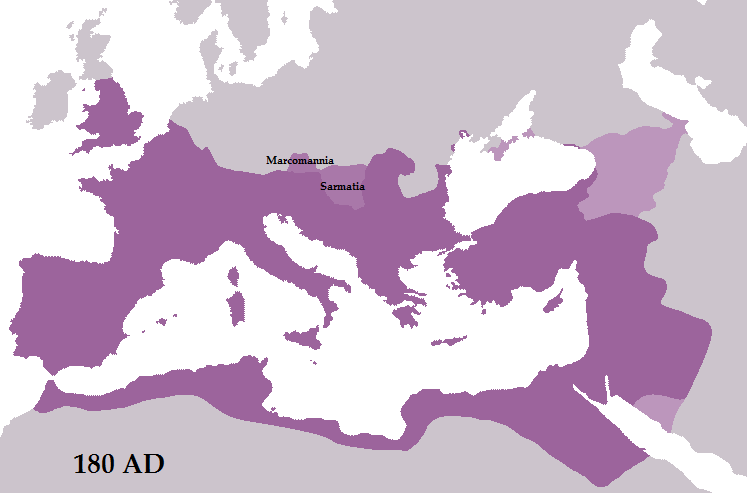
公元180年的羅馬帝國

發生於約公元165年至180年的安東尼大瘟疫（英語：Antonine Plague），也被稱為盖伦瘟疫（以描述它的醫生蓋倫命名），是已知的第一個影響羅馬帝國的流行病，可能是由從近東地區戰役中返回的士兵感染和傳播的。學者們普遍認為該次瘟疫主要以天花或麻疹所致。瘟疫可能奪去了羅馬皇帝維魯斯的生命，他於169年去世，与馬可·奧勒留系共同攝政王。兩位皇帝皆因被前任皇帝安東尼·皮烏斯所收養而登上王位，因此他們的姓氏安東尼（Antoninus）與大流行有關。
学者通过参考古代文献得出结论，认为瘟疫很可能出現于165年至166年冬天，即羅馬圍攻美索不達米亞城市塞琉西亞期間。 阿米阿努斯·馬爾切利努斯在記載中表示瘟疫蔓延到高盧和萊茵河沿岸的軍團。歐特羅皮烏斯表示，當時帝國人口中有巨大比例死於這次爆發。 據當時羅馬歷史學家卡西烏斯·狄奧稱，這種疾病在九年後的公元189年再次爆發，每天在羅馬城造成多達两千人死亡。總死亡人數估計為五百萬至一千萬，約佔當時帝國人口的10%。 這種疾病在城市和羅馬軍隊中尤其致命。
安東尼瘟疫發生在所謂的羅馬和平的最後幾年，這是羅馬帝國影響力、領土控制和人口的高峰时期。歷史學家對瘟疫出現後在日益動蕩的時代對帝國的影響有不同的看法。
安东尼大瘟疫被认为是人類歷史上致死人數最多的流行病之一。

## 介绍
安东尼瘟疫最初于164年开始在罗马帝国东部镇压叙利亚叛乱的帝国军队中流行，随后，罗马将军阿维狄乌斯·卡西乌斯率领的东征军队经过与安息帝国作战后，攻陷了塞琉西亚和泰西封，并把这两座城市焚毁。受疫情影响，军队只好撤退，但军队将瘟疫带回帝国境内使得瘟疫于166年扩散至全国。169年，罗马帝国皇帝路奇乌斯·维鲁斯因染疫去世。
有专家学者认为此瘟疫由天花引发。

## 死亡人数
因当时的人口统计水平较低，无法知悉具体死亡人数。专家学者对安东尼大瘟疫造成的死亡人数颇有争议，有350万至500万、500万、死亡率7%至10%等不同数据，但都认为该疫情造成罗马帝国人口大幅下降。